# Bongi
Bobni bongo so tolkalni instrumenti in se večinoma pojavljajo v paru (dva bobna).  
Izvorno sta bobna bongo manjša, povezana med seboj z leseno palico, nanju pa igramo medtem, ko jih držimo na kolenih. V jazzovskih ansamblih sta pogosto obešena na stojalo, v bližini pa sta še dva večja podolgovata bobna, konge, ki zvenita v nižjem frekvenčnem spektru.
Na bonge igramo s prsti, nekateri skladatelji sodobne glasbe pa predpisujejo tudi igranje s palicami ali metlicami. Bobna sta različnih velikosti; večji je imenovan hembra (špansko: ženska), manjši pa macho (moški). Sodobni bongi so lahko narejeni iz lesa, kovine ali sestavljenih materialov. Spadajo med bobne, ki po zvočnem obsegu zvenijo visoko.